# アイルランド共和軍

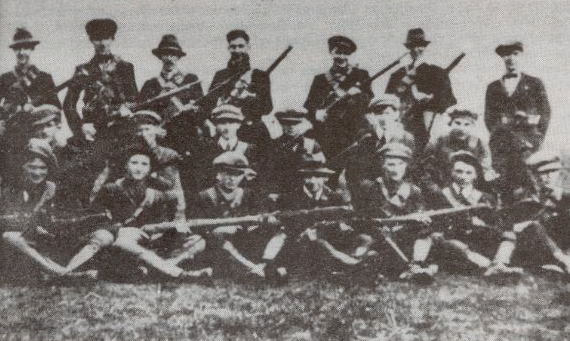
戦前のIRA戦闘員（1921年頃）

アイルランド共和軍（アイルランドきょうわぐん、アイルランド語: Óglaigh na hÉireann、英語: Irish Republican Army、略称: IRA）とは、アイルランド独立闘争（対英テロ闘争）を行ってきたアイルランドの武装組織である。アイルランド共和国軍と表記されることもある。

## 概要
IRAの目的は、アイルランド自由国成立後は、北部6県と南部26県（共和国）とを統一すること、つまり北アイルランドをイギリスから分離させて全アイルランドを統一することにある。歴史上さまざまな組織・集団がIRAを名乗っており、また戦前と戦後では組織の直接的な繋がりも薄い。戦後、特に1969年以降の文脈においては、単にIRAといえばIRA暫定派（アイルランド共和軍暫定派）を指すことがほとんどである。
ルーツとなる反英武装組織の結成は19世紀中頃から始まり、20世紀初頭に設立されたアイルランド義勇軍を直系の前身組織とする。アイルランド義勇軍は、北部6県のプロテスタント系武装組織アルスター義勇軍に対抗して結成されたカトリック系武装組織であり、1916年のイースター蜂起で主要な役割を担った。その後1919年に正式にアイルランド共和軍と改名された。
アイルランド独立戦争後、1921年の英愛条約締結によりアイルランド自由国が成立したが、このとき北部6県が北アイルランドとして連合王国の一部に留まった。独立戦争を戦ったIRAの一部はアイルランド国防軍に加わったが、一部は条約に反対し、非正規軍としてアイルランド内戦で国防軍と戦った。その後戦間期から第二次世界大戦中は政権から弾圧を受け、勢力は衰退した。
戦後に本格的な活動を再開するも北アイルランド問題が激化していた1969年、内部分裂をおこし暫定派が別組織として分派した。1986年に暫定派から「IRA継戦派（CIRA）」が分派し、さらに1998年のベルファスト合意を実現させた暫定派の和平路線への転換に強硬に反対したメンバーらが真のIRAとして分派、それぞれテロ活動を行っている。

## 歴史

### 背景
IRAを含めた反英武装組織設立の背景には、17世紀にイギリス本土での清教徒革命で実権を握ったオリバー・クロムウェルが行ったアイルランド侵攻において、プロテスタントによるカトリック弾圧から続いてきた「アイルランド人に対する抑圧」がある。また、19世紀の中頃にアイルランドにおいてジャガイモ飢饉が発生し、イギリスの圧政からの独立を目指す反英ナショナリズムが広がっていたことも背景にある。アイルランドのナショナリズムにはアメリカ合衆国に移住したアイリッシュ系の人々の働きかけが大きく作用し、また19世紀半ばは世界的なナショナリズムが高揚していた時期であることも重要な社会背景となる。

### IRA創設まで
アイルランドにおけるイギリスの要地であったアルスター地方では、プロテスタントの親英連合派とカトリックの民族派との緊張が高まり、双方の衝突が頻発していた。1858年にアメリカのニューヨークでアイルランド移民が創設して活動していた秘密結社であるアイルランド共和同盟（IRB）が、ダブリンの民族派組織と合併してアイルランド島での活動を始める。また、1907年にアイルランド文化の復興運動を掲げて政治活動をしていたシン・フェイン党も勢力を拡大する。プロテスタントの親英連合派が1913年に結成した実力部隊であるアルスター義勇軍（UVF）に対抗して、IRBとシン・フェイン党、および保守党、労働党に次ぐ第3の勢力である自治主義のアイルランド国民党は、アイルランド義勇軍（IV）を設立した。さらに1914年に第一次世界大戦が勃発すると、イギリス本国がアイルランドの情勢に介入する余裕を失い、これを独立達成の機会と考えたIRBは、統合アイルランド共和軍（JIRA）を組織し、イギリスの敵である中央同盟国のドイツ帝国から武器弾薬を調達すべく秘密活動を開始した。

### 内戦、自由国成立と国土分裂
1916年にはダブリンでイースター蜂起を起こすが、兵力・弾薬不足と市民側の支援を得られなかったことが原因で、わずか6日間で鎮圧された。イギリス総督府は、蜂起直後に蜂起の首謀者であるJIRAの幹部16名を即決の軍事裁判で処刑し、このことが蜂起に対しアイルランドの市民の同情的態度を呼んだ（ただし首謀者たちは武装したまま逮捕され、当人も容疑を認めていたこと、事実関係が明白だったこと、敵国のドイツと連絡していたこと、彼らの反乱が多数のダブリン市民を巻き添えにしたことを考えれば、一方的な処刑だったとは言い切れない面がある）。蜂起に消極的だった穏健派のシン・フェイン党は、蜂起が市民の同情を得たところで上手く立ち回って人気を集め、1918年の総選挙で議席を伸ばして躍進、1919年1月にはドイル・エアラン（アイルランド国民議会）の設立に着手し、マイケル・コリンズを軍事担当に任命する。臨時政府の国防大臣カサール・ブルッハーはアイルランド義勇軍を「アイルランド共和軍」と改めた。一説によると、軍事部門に対するコリンズの影響力増大により、リーダーの私兵と化すことを恐れたシン・フェイン党幹部らが、共和国の軍隊としての自覚を促すために改称したともいう。その後、コリンズの指導の下での対英闘争の結果、1921年に臨時政府首班のエイモン・デ・ヴァレラとイギリス首相デビッド・ロイド・ジョージとの首脳会談が実現し、和平が成立する（英愛条約）。
この和平の結果、イギリス連邦内で英国王を国家元首に頂く自治領「アイルランド自由国」が成立するが、あくまで完全に独立した共和国の設立を目指すデ・ヴァレラらは条約締結に反対し、アーサー・グリフィスやコリンズら条約派と対立した。その結果IRAは、自由国軍に編入されるグループとデ・ヴァレラ派に分裂した。そして、条約の賛否を問う国民投票でデ・ヴァレラら反条約派が敗れると、IRAは武装蜂起し、内戦がダブリンを中心に広がり、コリンズも何者かによって殺害される。そして1921年に、内戦を格好の口実としてアルスター議会は自由国からの離脱を宣言、アイルランドは南北に分かれることとなった。
内戦後の政府による弾圧のため、IRAは衰退した。第二次世界大戦においてアイルランドは公式には中立の立場を取ったが、IRAはこの時期にナチスの援助を求めて代表者がドイツに渡航するなどしており、北アイルランドに対する攻撃について対独協力していたとの指摘もある。
ドイツと同じ枢軸国である日本がシンガポールを陥落させると（シンガポールの戦い）、IRA幹部で後に上院議長となったトム・マリンズらがダブリン駐在日本領事を囲んで祝賀会を開いた。このほかアイルランド政府も大戦中、日本の在欧外交拠点に対して送金に便宜を図るなど支援した。

### IRA暫定派の分裂と北アイルランド紛争
戦後、公民権運動に対するユニオニストによる攻撃や警察による取締を受け、これに対抗する形で統一アイルランドの実現を目指すIRAはその活動を再開。1956年から1960年代初頭にかけては「ボーダー・キャンペーン」と呼ばれる一連のゲリラ攻撃を行った。しかし、一般からの支持を得られず、成果は出なかった。これにより、組織内部で方向性の違いが顕在化し、1969年から1970年にかけて、完全な武装闘争主義で行くべきとする一派と、政治的に統一アイルランドを達成すべきとする一派とが分裂した。前者が「IRA暫定派」となり、1970年代から1990年代にかけての一般に「北アイルランド紛争」と呼ばれる事態において最重要視される勢力である。
IRA暫定派は、1971年に導入された治安当局による一斉拘留（インターンメント）や1972年1月30日にロンドンデリーで発生した「血の日曜日事件」など、「イギリスによるアイルランドへの暴力的抑圧」を背景に人員と規模を拡大させ、プロテスタント系武装組織や北アイルランドに駐留する英軍や北アイルランド警察（ほとんどがプロテスタント教徒であった）にゲリラ攻撃を加えた。
1976年3月13日、「英国市民に対する攻撃を強化する」と宣言した前後から、ロンドン市内の鉄道を標的とした爆弾テロを始め、イギリス本土（ブリテン島）にも拡大させた。1984年10月の「ブライトン爆弾テロ事件」など、王室や政府を狙ったものから、一般市民を狙った無差別なものまで数々のテロ事件を行った。ロンドンなどイングランドの大都市の公共交通機関も頻繁に標的になり、また、ロンドンのシティやドックランズ地区といった経済的に重要な場所でも大規模な爆弾テロが行われた。マンチェスター、バーミンガムといった地方都市でも爆弾テロは起きている（詳細は英語版ウィキペディアの年表を参照）。他方では、弾圧政策を行うイギリス政府に対する反感もあって、過激なテロ行為にもかかわらず北アイルランドのカトリック系住民からのIRA暫定派に対する支持には根強いものがあった。
1916年のイースター蜂起での独立宣言にも見られるように、歴史的にIRAはマルクス主義的な側面を有してきたが（また前述の通りナチスと手を組んだこともある）大戦後の東西冷戦の構図の中、IRA暫定派はソ連やリビアからの軍事的支援を受けて闘争を続け、同様の民族闘争を繰り広げていたスペインのETAや、イタリアの赤い旅団などの極左テロ組織との交流もあった。しかし、冷戦が終結するとこういった構図は壊れ、アメリカでのアイルランド系住民による募金などの民間支援といった形を除いては、IRAを表向きに援助する勢力はなくなった。更にアメリカ同時多発テロ事件によってテロ組織に対する締め付けが厳しくなったことで、2000年代以降はそうした募金もなくなっていったと言われる。
一方で、マーガレット・サッチャー政権時代は強硬な対決姿勢が取られたが、一方で常に和平への取り組みが模索されており、1970年代にはイギリス政府とIRA幹部らとの秘密交渉も行われていた。1990年代、サッチャー退陣後のジョン・メージャー政権で和平へ向けた動きが加速。1993年12月にイギリス政府とアイルランド政府がシン・フェイン党の地位を認め、和平協議への参加を認める条件としてIRAに停戦を求める宣言（ダウニング街宣言）をだしたことから、1994年8月にIRA暫定派は停戦を宣言した。1996年に一度破られた（動きが遅々として進まなかったことへの抗議だと解釈される）ものの、アメリカのミッチェル元上院議員を議長とする国際委員会の提案に従うかたちで、1997年7月20日に再び停戦。同年、労働党のトニー・ブレアが首相となったことで、和平プロセスが加速、1998年4月10日にベルファスト合意が成立し、この取り決めに基づいてアイルランドは国民投票を実施、賛成多数で北アイルランドの領有権主張を放棄した。

## 現況
国民投票後も和平合意に含まれていたIRAの武装解除が進展しないことから、2000年2月にはイギリス政府が自治政府の機能を停止して直轄統治を復活させる強硬処置に出た。これを受けて同年5月にIRA暫定派は段階的な武装解除を表明し独立国際武装解除委員会の受け入れにも応じた。2005年7月25日には同委員会によって武装解除が確認され、7月28日に武装闘争の終結を宣言、実質的な活動を停止した。
しかし、CIRA（継続IRA）やRIRA（真のIRA）は、合意になおも反対し散発的な活動を行っている。特に後者は、設立直後から北アイルランドにおいて車爆弾を用いた無差別テロを繰り返した。1998年に発生したオマーのショッピング街で起こした無差別テロでは、29人の市民が死亡、200人以上が負傷している。これは過去30年間の北アイルランド紛争における最大級のテロ事件のひとつだった（単一の爆弾で最大の犠牲者を出した）。RIRAはバルカン半島からアムステルダムを経由してアイルランド及びイギリスへの武器の密輸に積極的に従事している。密輸品の中にはRPG-22のような対戦車兵器もあり、2000年9月20日にはロンドン中心部の秘密情報部（MI6）本部の8階に発射される事件がおこった。
2007年5月のUVFの活動停止宣言と、プロテスタント系とカトリック系が権限を分担する形での北アイルランド自治政府の復活が実現した後には、CIRAおよびRIRAなどの活動停止宣言があるとの観測が一部メディアに流れたが、実際にそのような宣言の予定はないと即座に否定されており、最終的にどのような決着をみるかは不透明である。
なお、2003年11月の北アイルランド自治議会選挙では、事前に武装解除宣言を行っていたことにより、IRA暫定派の政治組織であるシン・フェイン党が躍進を遂げ、社会民主労働党（SDLP）に代わってカトリック系（ナショナリスト系）で第一党となった。2007年1月には旧来の姿勢を転換して警察への協力を党大会で決議し、同年3月の自治議会選挙ではシン・フェイン党はさらに議席を伸ばした。同年5月に復活した自治政府では、カトリック系第一党として副首相など重要なポストを担っている。
2017年11月時点で、IRA暫定派の武装活動は確認されていないが、ブレグジットによってアイルランドと北アイルランド間の国境管理が再開されれば、RIRAやCIRAを始めとする過激派の武装闘争が再燃するのではないかという懸念もなされている。

## 関連作品
この中には便宜的にIRAの名前を使っただけでストーリーとは関係のない作品もある。特にハリウッドでは 9.11以前はIRAをよく使用していた。
- 映画『男の敵』（1935年 監督 : ジョン・フォード、主演：ヴィクター・マクラグレン）
- 映画『邪魔者は殺せ』（1944年 監督：キャロル・リード、主演：ジェームズ・メイスン）
- 漫画『ゴルゴ13』（1968年 -  作：さいとう・たかを）
- 映画『夕陽のギャングたち』（1971年 監督：セルジオ・レオーネ、主演：ロッド・スタイガー、ジェームズ・コバーン）
- 映画『地獄の殺戮都市』 （1974年 監督：ミラド・ベサド、主演：マーゴット・キダー、バリー・フォスター）
- ドラマ『刑事コロンボ「策謀の結末」』（第45話（最終話）、1978年　監督：レオ・ペン、主演：ピーター・フォーク）
- 映画『長く熱い週末』（1981年 監督：ジョン・マッケンジー、主演：ボブ・ホスキンス）
- 映画『ハリーズ・ゲーム』（1982年 ITV (イギリス)制作、主演：Ray Lonnen、主題歌：クラナド）
- 映画『キャル』（1984年 監督 : パット・オコナー、主演：ジョン・リンチ）
- 映画『死にゆく者への祈り』（1987年 監督 : マイク・ホッジス、主演：ミッキー・ローク）
- 漫画『MASTERキートン』（1988年 - 1994年 脚本：浦沢直樹、勝鹿北星、長崎尚志 作画：浦沢直樹）
- 映画『パトリオット・ゲーム』（1992年 監督 : フィリップ・ノイス、主演：ハリソン・フォード）
- 映画『クライング・ゲーム』（1992年 監督 : ニール・ジョーダン、主演：スティーヴン・レイ）
- 映画『父の祈りを』（1993年 監督 : ジム・シェリダン、主演：ダニエル・デイ＝ルイス）
- 映画『ブローン・アウェイ/復讐の序曲』（1994年 監督 : スティーヴン・ホプキンス、主演：ジェフ・ブリッジス、トミー・リー・ジョーンズ）
- 音楽『ゾンビ（英語版）』 - クランベリーズの楽曲。1994年9月に発表したアルバム『No Need To Argue』に収録[4]。
- 映画『マイケル・コリンズ』（1996年 監督 : ニール・ジョーダン、主演：リーアム・ニーソン）
- 映画『ジャッカル』（1997年 監督 : マイケル・ケイトン＝ジョーンズ、主演：リチャード・ギア、ブルース・ウィリス）
- 映画『ボクサー』（1997年 監督 : ジム・シェリダン、主演：ダニエル・デイ・ルイス）
- 映画『デビル』（1997年 監督 : アラン・J・パクラ、主演：ブラッド・ピット、ハリソン・フォード）
- 映画『ディボーシング・ジャック』(1998年 監督 : デヴィッド・キャフリー、主演：デヴィッド・シューリス)
- 映画『RONIN』(1998年 監督：ジョン・フランケンハイマー、主演：ロバート・デニーロ、ジャン・レノ)
- アダルトゲーム『ELYSION 〜永遠のサンクチュアリ〜』 (2000年 作：横田守）
- 舞台『ウィー・トーマス』（2001年 作 : マーティン・マクドナー）
- 映画『ブラディ・サンデー』（2002年 監督 : ポール・グリーングラス、主演：ジェームズ・ネスビット）
- アダルトドラマ『シャルロット〜Charlotte〜』 (2004年〜 作：上崎よーいち）
- 映画『ミュンヘン』 （2005年 監督 : スティーヴン・スピルバーグ、主演：エリック・バナ）
- 映画『麦の穂をゆらす風』（2006年 監督 : ケン・ローチ、主演：キリアン・マーフィ）
- テレビアニメ『機動戦士ガンダム00』（2007年〜 監督：水島精二）
- ドラマ『サンズ・オブ・アナーキー』（2008年〜 主演：チャーリー・ハナム）
- 映画『HUNGER/ハンガー』　（2008年 監督：スティーヴ・マックイーン、主演：マイケル・ファスベンダー）
- 映画『インファナル・ミッション テロ組織潜入スパイの真実』（2008年 監督：カリ・スコグランド、主演：ジム・スタージェス、ベン・キングズレー）
- 映画『レクイエム』（2009年 監督：オリヴァー・ヒルシュビーゲル、主演：リーアム・ニーソン）
- 舞台『The Big Fellah』（2010年 作： リチャード・ビーン）
- 小説『機龍警察 自爆条項』（2011年 作：月村了衛）
- 映画『シャドー・ダンサー』（2012年 監督：ジェームズ・マーシュ、主演：アンドレア・ライズブロー、クライヴ・オーウェン）
- アダルトゲーム『SINCLIENT』 (2012年 作：谷崎央佳）
- 舞台『マクガワン・トリロジー』 (2014年 作 : シーマス・スキャンロン）
- 映画『ベルファスト71』（2014年 監督：ヤン・ドマンジュ、主演：ジャック・オコンネル）
- ゲーム『マフィア III』（2016年 制作：2K Games）
- ドラマ『ストライクバック：極秘ミッション』（2011年〜 主演：フィリップ・ウィンチェスター、サリヴァン・ステイプルトン）
- 映画『ザ・フォーリナー/復讐者』(2017年 監督：マーティン・キャンベル、主演：ジャッキー・チェン、ピアース・ブロスナン)
- 映画『プロフェッショナル』（2024年 監督：ロバート・ロレンツ、主演：リーアム・ニーソン）

## アイルランド共和国軍を名乗る組織
- アイルランド国防軍（アイルランド共和国暫定政府の正規軍）（1919年 – 1922年）
- アイルランド共和国軍（1922年 - 1969年）
- オフィシャルIRA（1969年 - 現在）
- IRA暫定派 （1969年 - 現在）
- コンティニュイティIRA （1986年 - 現在）
- 真のIRA （1997年 - 現在）